# Кіт Леопольд (мультфільм)
Кіт Леопольд (ит.Il gatto Leopoldo Іл гатто Леополдо, рус. «Кот Леопольд») — італійсько-російсько-німецький повнометражний комп'ютерний мультиплікаційний фільм режиссера Інджініо Страффі.
Це версія італійського мальованого серіалу про Кота Леопольда 2015 року, перемонтована спеціально для Росії у вигляді повнометражного фільму, з певними відмінностями від італійського варіанта. Італійський серіал у Росії не демонструвався через невизначеність з авторськими правами.
Мультфільм вийшов у російський прокат 18 червня 2015 року, проте прокат було припинено через анулювання прокатного посвідчення на вимогу «Творчого об'єднання Экран», а також через невизначеність з авторськими правами. Це рішення було оскаржене, і після поновлення прокатного посвідчення фільм вийшов у прокат 6 вересня 2019 року. Наступний мультфільм Домашні казки з Леопольдом

## Сюжет
Мультфільм складається з трьох частин «Леопольд і торгівельний центр», «Леопольд захворів» і «Поради від Леопольда»

### Леопольд і торгівельний центр
В першій частині Леопольд відправляеться в торгівельний центр.

### Леопольд захворів
В другій частині на вулиці йшов дощ і сніг, Леопольд вийшов прогулялись потім він захворів.

### Поради від Леопольда
В третій частині приїжджає кицька до Леопольда, у Леопольда який дає всім поради.

## В ролях
| Персонаж     | Російська версія  | Італійська версія |
| ------------ | ----------------- | ----------------- |
| Кіт Леопольд | Олександр Калягін | Алессандро Куарта |
| Біле мишеня  | Андрій Бархударов | Коррадо Конфорти  |
| Сіре мишеня  | Діомід Виноградов | Джанлука Крисафи  |
| Кицька       | Світлана Харлап   | Илария Латини     |

## Історія створення
"Кіт Леопольд" - данина поваги міжнародної команди аніматорів радянському мультфільму Анатолія Резнікова. Головним завданням для творців було максимальне збереження автентичної манери лялькового фільму. Для того, щоб зберегти дух легендарного радянського мультфільму, всі малюнки були відновлені наново: папера, міміка та голоси героїв були відтворені з максимальною достовірністю. Були спеціально залучені консультанти з Росії та Білорусії, художниками-постановниками фільму стали Михайло Алдашин та Михайло Тумеля. Робота над «Котом Леопольдом» тривала 25 років.
Режисер Інджио Страффі навмисно зробив вибір на користь мальованої анімації, а не простішого у виконанні способу — комп'ютерної графіки. На його думку, «в мальованій  анімації є особливий неповторний шарм і, на відміну від комп'ютерної графіки, малюнки — це реально існуючі речі, які вдихнули «життя» за допомогою руху, саме тому на екрані вони сприймаються інакше».

## Титри і сцена після них
Титри демонструються англійською мовою із зазначенням усієї знімальної групи, рімейком пісні «На крутом бережку» та показом фрагментів прологу. Після титрів показуються вечірнє місто та події під час та після заходу сонця.